# DN22D
DN22D este un drum național din România aflat în județul Tulcea și care leagă Măcinul de Constanța. El traversează județul Tulcea de la nord-vest la sud-est, terminându-se în apropiere de Baia în DN22.